# ライフ (カーディガンズのアルバム)
『ライフ』(Life)は、スウェーデンのバンド、カーディガンズが1995年に発表した2作目のスタジオ・アルバム。前作『エマーデイル』（1994年）に引き続きトーレ・ヨハンソンがプロデュースした。

## リリース
スウェーデン盤CDは「カーニヴァル」で始まり「クロージング・タイム」で終わる11曲入りで、日本初回盤CDもスウェーデン盤に準じている。一方、ヨーロッパ盤CDは「バイクバブルス」「サンデイ・サーカス・ソング」「クロージング・タイム」が外され、「シック&タイアード」「ライズ&シャイン」「セリア・インサイド」「アフター・オール…」、それにブラック・サバスのカヴァー「サバス・ブラッディ・サバス」が追加されて13曲入りとなった。これら5曲は前作『エマーデイル』（1994年）からの曲で、日本では1995年8月に、ヨーロッパ盤で追加された5曲をボーナス・トラックとして追加した再発CD『ライフ+5』もリリースされている。
ミンティ・フレッシュから1996年に発売されたアメリカ盤は、収録曲・曲順ともにスウェーデン盤ともヨーロッパ盤とも大幅に異なり、また、「ハッピー・ミール」がボーナス・トラックとして収録されている。

## 反響
バンドの母国スウェーデンでは、1995年3月31日付のアルバム・チャートで初登場20位となり、5週連続でトップ50入りした。
本作は日本で成功を収めた。初回盤(POCP-7020)はオリコンチャートで最高13位を記録し、1995年8月2日にはボーナス・トラック5曲が追加された『ライフ+5』(POCP-7075)が発売されて、オリコンチャートで26位を記録した。イギリスでは1995年7月8日付の全英アルバムチャートに初登場し、9週チャート圏内に入って最高51位を記録。

## 収録曲

### スウェーデン盤・日本盤
1. カーニヴァル - "Carnival" – 3:37
  - 作詞：ニーナ・パーション、ピーター・スヴェンソン、マグナス・スヴェニングソン／作曲：ピーター・スヴェンソン
2. ゴードンズ・ガーデンパーティー - "Gordon's Gardenparty" – 3:22
  - 作詞：ニーナ・パーション、ピーター・スヴェンソン／作曲：ピーター・スヴェンソン
3. ダディズ・カー - "Daddy's Car" – 3:35
  - 作詞：マグナス・スヴェニングソン、ベングド・ラガーバーグ／作曲：ピーター・スヴェンソン
4. パイクバブルス - "Pikebubbles" – 3:02
  - 作詞：マグナス・スヴェニングソン、ピーター・スヴェンソン／作曲：ピーター・スヴェンソン
5. トゥモロウ - "Tomorrow" – 3:05
  - 作詞：マグナス・スヴェニングソン／作曲：ピーター・スヴェンソン
6. ビューティフル・ワン - "Beautiful One" – 3:28
  - 作詞：マグナス・スヴェニングソン／作曲：ピーター・スヴェンソン
7. トラヴェリング・ウィズ・チャーリー - "Travelling with Charley" – 4:11
  - 作詞：マグナス・スヴェニングソン、ピーター・スヴェンソン／作曲：ピーター・スヴェンソン
8. ファイン - "Fine" – 3:10
  - 作詞：マグナス・スヴェニングソン／作曲：ピーター・スヴェンソン
9. サンデイ・サーカス・ソング - "Sunday Circus Song" – 3:54
  - 作詞：マグナス・スヴェニングソン、ピーター・スヴェンソン／作曲：ピーター・スヴェンソン、ラッセ・ヨハンソン
10. ヘイ!ゲット・アウト・オブ・マイ・ウェイ - "Hey! Get Out of My Way" – 3:30
  - 作詞：ニーナ・パーション、ピーター・スヴェンソン／作曲：ピーター・スヴェンソン
11. クロージング・タイム - "Closing Time" – 10:22
  - 作詞：マグナス・スヴェニングソン、ピーター・スヴェンソン、ラッセ・ヨハンソン／作曲：ピーター・スヴェンソン

#### 日本盤『ライフ+5』ボーナス・トラック
1. シック&タイアード - "Sick & Tired" – 3:23
  - 作詞：マグナス・スヴェニングソン／作曲：ピーター・スヴェンソン
2. ライズ&シャイン - "Rise & Shine" – 3:29
  - 作詞：マグナス・スヴェニングソン／作曲：ピーター・スヴェンソン
3. セリア・インサイド - "Celia Inside" – 3:34
  - 作詞：マグナス・スヴェニングソン／作曲：ピーター・スヴェンソン
4. アフター・オール… - "After All…" – 2:56
  - 作詞：マグナス・スヴェニングソン／作曲：ピーター・スヴェンソン
5. サバス・ブラッディ・サバス - "Sabbath Bloody Sabbath" – 4:31
  - 作詞・作曲：オジー・オズボーン、トニー・アイオミ、ギーザー・バトラー、ビル・ワード

### ヨーロッパ盤
1. "Carnival"
2. "Gordon's Gardenparty"
3. "Daddy's Car"
4. "Sick & Tired"
5. "Tomorrow"
6. "Rise & Shine"
7. "Beautiful One"
8. "Travelling with Charley"
9. "Fine"
10. "Celia Inside"
11. "Hey! Get Out of My Way"
12. "After All..."
13. "Sabbath Bloody Sabbath"

### アメリカ盤
1. "Carnival"
2. "Daddy's Car"
3. "Fine"
4. "Rise & Shine"
5. "Our Space"
6. "Celia Inside"
7. "Over the Water"
8. "Tomorrow"
9. "Sick & Tired"
10. "Beautiful One"
11. "Gordon's Gardenparty"
12. "Hey! Get Out of My Way"
13. "Sabbath Bloody Sabbath"
14. "Happy Meal"

## 参加ミュージシャン
- ニーナ・パーション - ボーカル
- ピーター・スヴェンソン - ギター
- ラッセ・ヨハンソン - キーボード、ギター
- マグナス・スヴェニングソン - ベース
- ベングド・ラガーバーグ - ドラムス、パーカッション

アディショナル・ミュージシャン
- トーレ・ヨハンソン - トランペット(on "Travelling with Charley", "Closing Time")
- Åsa Håkansson - ヴァイオリン(on "Carnival", "Travelling with Charley")
- Anders Nordgren - フルート(on "Gordon's Gardenparty", "Pikebubbles", "Closing Time")
- Johan Beiron Thor - チューバ(on "Pikebubbles", "Closing Time")
- Ulf Turesson - ホイッスル(on "Pikebubbles")
- Petter Lindgård - トランペット(on "Tomorrow")
- Sven Andersson - サクソフォーン(on "Tomorrow")
- Jens Lindgård - トロンボーン(on "Tomorrow")
- Ivan Bakran - チェロ(on "Beautiful One")